# Kosovo i olympiska sommarspelen 2020
Kosovo deltog med en trupp på 11 idrottare vid de olympiska sommarspelen 2020 i Tokyo. Totalt vann de två guldmedaljer.

## Medaljer
| Medalj | Namn             | Sport | Gren  |
| ------ | ---------------- | ----- | ----- |
| Guld   | Distria Krasniqi | Judo  | 48 kg |
| Guld   | Nora Gjakova     | Judo  | 57 kg |

## Boxning
| Boxare         | Gren              | Sextondelsfinal      | Åttondelsfinal       | Kvartsfinal          | Semifinal            | Final                | Final            |
| Boxare         | Gren              | Motståndare Resultat | Motståndare Resultat | Motståndare Resultat | Motståndare Resultat | Motståndare Resultat | Placering        |
| -------------- | ----------------- | -------------------- | -------------------- | -------------------- | -------------------- | -------------------- | ---------------- |
| Donjeta Sadiku | Damernas lättvikt | Dubois (GBR) L 0–5   | Gick inte vidare     | Gick inte vidare     | Gick inte vidare     | Gick inte vidare     | Gick inte vidare |

## Brottning
Herrarnas fristil
| Brottare    | Gren    | Kvalomgång           | Kvartsfinal          | Semifinal            | Återkval             | Final / BM           | Final / BM |
| Brottare    | Gren    | Motståndare Resultat | Motståndare Resultat | Motståndare Resultat | Motståndare Resultat | Motståndare Resultat | Placering  |
| ----------- | ------- | -------------------- | -------------------- | -------------------- | -------------------- | -------------------- | ---------- |
| Egzon Shala | −125 kg | Berrahal (ALG) W 5−0 | Zare (IRI) L 1–4     | Gick inte vidare     | Gick inte vidare     | Gick inte vidare     | 7          |

## Friidrott
Förkortningar
- Notera– Placeringar avser endast det specifika heatet.
- Q = Tog sig vidare till nästa omgång
- q = Tog sig vidare till nästa omgång som den snabbaste förloraren eller, i teknikgrenarna, genom placering utan att nå kvalgränsen
- i.u. = Omgången fanns inte i grenen
- Bye = Idrottaren behövde inte tävla i omgången

Gång- och löpgrenar
| Idrottare    | Gren            | Heat     | Heat      | Semifinal        | Semifinal        | Final            | Final            |
| Idrottare    | Gren            | Resultat | Placering | Resultat         | Placering        | Resultat         | Placering        |
| ------------ | --------------- | -------- | --------- | ---------------- | ---------------- | ---------------- | ---------------- |
| Musa Hajdari | Herrarnas 800 m | 1.48,96  | 8         | Gick inte vidare | Gick inte vidare | Gick inte vidare | Gick inte vidare |

## Judo
| Idrottare         | Gren                             | Omgång 1             | Omgång 2             | Omgång 3                 | Kvartsfinal               | Semifinal              | Återkval             | Final / BM            | Final / BM       |                  |
| Idrottare         | Gren                             | Motståndare Resultat | Motståndare Resultat | Motståndare Resultat     | Motståndare Resultat      | Motståndare Resultat   | Motståndare Resultat | Motståndare Resultat  | Placering        |                  |
| ----------------- | -------------------------------- | -------------------- | -------------------- | ------------------------ | ------------------------- | ---------------------- | -------------------- | --------------------- | ---------------- | ---------------- |
| Akil Gjakova      | Herrarnas lättvikt (−73 kg)      | Ayash (YEM) W 10–00  | Stump (SUI) W 11–00  | Macias (SWE) W 10–00     | Tsend-Ochir (MGL) L 00–10 | Gick inte vidare       | Orujov (AZE) L 00–10 | Gick inte vidare      | Gick inte vidare |                  |
| Distria Krasniqi  | Damernas extra lättvikt (–48 kg) | i.u.                 | bye                  | Chibana (BRA) W 10–00    | Lin C-h (TPE) W 10–00     | Mönkhbat (MGL) W 10–00 | bye                  | Tonaki (JPN) W 10–00  | 1                |                  |
| Majlinda Kelmendi | Damernas halv lättvikt (–52 kg)  | i.u.                 | Pupp (HUN) L 00–10   | Gick inte vidare         | Gick inte vidare          | Gick inte vidare       | Gick inte vidare     | Gick inte vidare      | Gick inte vidare |                  |
| Nora Gjakova      | Damernas lättvikt (–57 kg)       | i.u.                 | bye                  | Verhagen (NED) W 01–00   | Kajzer (SLO) W 11–00      | Yoshida (JPN) W 10–00  | bye                  | Cysique (FRA) W 10–00 | 1                |                  |
| Loriana Kuka      | Damernas halv tungvikt (–78 kg)  | i.u.                 | bye                  | Babintseva (ROC) L 00–10 | Gick inte vidare          | Gick inte vidare       | Gick inte vidare     | Gick inte vidare      | Gick inte vidare | Gick inte vidare |

## Simning
| Idrottare      | Gren                   | Heat    | Heat      | Semifinal        | Semifinal        | Final            | Final            |
| Idrottare      | Gren                   | Tid     | Placering | Tid              | Placering        | Tid              | Placering        |
| -------------- | ---------------------- | ------- | --------- | ---------------- | ---------------- | ---------------- | ---------------- |
| Olt Kondirolli | Herrarnas 100 m frisim | 54,33   | 64        | Gick inte vidare | Gick inte vidare | Gick inte vidare | Gick inte vidare |
| Eda Zeqiri     | Damernas 400 m frisim  | 4.38,02 | 24        | i.u.             | i.u.             | Gick inte vidare | Gick inte vidare |

## Skytte
| Idrottare       | Gren                     | Kval  | Kval      | Final            | Final            |
| Idrottare       | Gren                     | Poäng | Placering | Poäng            | Placering        |
| --------------- | ------------------------ | ----- | --------- | ---------------- | ---------------- |
| Drilon Ibrahimi | Herrarnas 10 m luftgevär | 608,8 | 46        | Gick inte vidare | Gick inte vidare |